# Yonaka
Yonaka es una banda británica de rock alternativo de Brighton. Se formó en 2014 y está conformada por la vocalista Theresa Jarvis, el guitarrista George Edwards, el baterista Robert Mason y el bajista y tecladista Alex Crosby. La banda lanzó su álbum debut Don't Wait 'Til Tomorrow el 31 de mayo de 2019.

## Historia
Yonaka actuó en el escenario de presentación de la BBC en el Big Weekend 2016 de Radio 1 y lanzó su EP debut HEAVY al año siguiente.
En 2018, el grupo lanzó dos EP más, Teach Me to Fight and Creature. La canción principal de Creature alcanzó el primer puesto del Kerrang! Rock Chart en diciembre de 2018.
En octubre de 2018, tocaron 4 canciones en los icónicos estudios de la BBC Maida Vale, durante la cual presentaron un mashup en vivo de Jumpsuit y Paparazzi.
Teach Me to Fight se usó como tema oficial para el evento de pago de la WWE Fastlane en marzo de 2019.
En mayo de 2019, Yonaka firmó con el sello estadounidense Fueled by Ramen antes del lanzamiento de su álbum debut Don't Wait 'Til Tomorrow el 31 de mayo. El álbum alcanzó el puesto 38 en la lista de álbumes del Reino Unido y el puesto 10 en la lista de álbumes de vinilo del mismo país. La banda también fue nominada para 'Mejor recién llegado británico' en los Premios Kerrang! 2019.
En 2025 participaron con la canción Lane Girl en Blurryface Reborn un album tributo a Twenty One Pilots, por la revista Rock Sound, la canción se basa en en Lane Boy del album Blurryface, 

## Discografía
Álbumes de estudio
- 2019: Don't Wait 'Til Tomorrow

EP
- 2017: Heavy
- 2018: Teach Me To Fight
- 2018: Creature
- 2021: Raise Your Glass

Mixtape
- 2021: Seize the Power

#### Sencillos
- 2016: Ignorance
  - Drongo
- 2017: Wouldn't Wanna Be Ya
  - Bubblegum
- 2018: F.W.T.B
  - Waves
  - Own Worst Enemy
  - Creature
  - Fired Up
- 2019: Bad Company
  - Lose Our Heads

#### Videos musicales
- 2017: Wouldn't Wanna Be Ya[8]
  - Bubblegum[9]
- 2019: Lose Our Heads[10]
  - Don't Wait 'Til Tomorrow[11]
  - Rockstar[12]

#### Otras apariciones
- 2025: Lane Girl
  - Blurryface Reborn